# GO (소설)
GO(고)는 재일한국인 가네시로 가즈키의 소설이다. 2000년에 고단샤를 통해 발매되었고, 같은 해에 열린 제123회 나오키 산주고 상에서 최연소로 수상하였다. 2001년 10월 20일에 대한민국의 스타맥스와 일본 도에이 영화사의 합작으로 영화화되었으며, 아키타 쇼텐을 통해 만화책이 총 5권이 발매되었다.

## 줄거리
재일 한국인인 스기하라는 일본의 보통 고등학교에 다니는 3학년이다. 아버지에게 배운 권투로 야쿠자의 아들인 카토와 조선 학교 시절의 나쁜 친구들과 싸움이나 나쁜 일을 하는 나날을 보낸다. 조선 학교 시절에는' 민족 학교 개교 이래의 바보'라고 불렸으며, 경찰에도 사회의 쓰레기로 취급당했다. 어느 날, 스기하라는 카토가 연 파티에서 사쿠라이라는 특이한 소녀과 만나 어색한 데이트를 거듭하며, 조금씩 서로 마음을 열어간다. 그런 때, 유일하게 존경하는 친구인 정일이 일본 고등학생과 사소한 오해가 생겨, 칼에 찔려 목숨을 잃는다. 친구를 잃은 충격에 분노하면서도, 동포의 복수를 하려는 무리에 동참하지 못한 스기하라는 사쿠라이에게 구원을 요청, 용기를 내 자기가 재일임을 고백하는데...! 
그날 이후 그녀와의 관계가 어색해 지는데 아버지의 조언으로 그들은...

## 등장인물
스기하라
이 작품의 주인공이다. 재일 한국인 3세. 중학교까진 조선학교에 다녔으며, 일본의 고등학교에 진학한다. 싸움을 잘하며, 박식한 면이 있다.
카토
스기하라의 고등학교 동급생. 일본인이며 야쿠자의 아들이다.
사쿠라이
여주인공. 스기하라와는 카토의 생일 파티를 계기로 알고 지내며, 사귀기 시작한다.
히데요시
스기하라의 아빠이다. 재일 한국인 2세이며, 전직 프로 복서이다.
미치코
스기하라의 엄마이다. 재일 한국인 2세이며, 식당에서 일한다.
정일
외국인 학교 시절부터 스기하라의 친구이다. 서로 다른 고등학교에 갔어도 계속 친하게 지내고 있다. 성적은 '개교 이래의 수재'라고 불릴 정도이다.

## 영화

### 출연진
- 스기하라 ― 구보즈카 요스케
- 사쿠라이 ― 시바사키 코우
- 히데요시 ― 야마자키 쓰토무
- 미치코 ― 오타케 시노부
- 원수 ― 아라이 히로후미
- 카토 ― 무라타 미쓰
- 정일 ― 호소야마다 다카히토
- 택시 운전수 ― 오스기 렌
- 치마저고리 소녀 ― 미즈카와 아사미
- 나오미― 김민
- 명계남